# Александрос Маврокордатос (велик драгоман)
Александрос Маврокордатос (на гръцки: Ἀλέξανδρος Μαυροκορδάτος) е османски политик и втори велик драгоман в историята на Османската империя. Учен, доктор по философия и медицина. Основател на фанариотската фамилия Маврокордатос, заменила в управлението на империята фамилията Кьопрюлю.

## Ранни години
Роден е през 1641 година в семейството на търговеца на коприна Николаос Маврокордатос, заселил се от остров Хиос в Константинопол и съпругата му Роксандра (според някои източници Локсандра) (1605 - 1684 г.), дъщеря на богатия търговец на животни Скарлат Бегликчи/я, който снабдява с месо султанския дворец и войската. Майка му получава сериозно за времето си образование, нещо рядко срещано за жена от тази епоха, благодарение на уроците на частните ѝ учители Йоанис Кариофилис и Теофилос Коридалеас. Роксандра е сгодена първоначално за Матей I Басараб, но няколко дни преди сватбата се заразява с едра шарка и вследствие на болестта загубва едното си око и лицето ѝ остава обезобразено. Баща ѝ се опитва да скрие този факт и я отвежда във Влашко забулена, но измамата е разкрита и сватбата се отменя. Около 1635 г. тя е омъжена за Николаос Маврокордатос, от когото ражда двама сина и дъщеря.
След като баща му умира през 1649 г. 8-годишният по това време Александрос получава добро образование благодарение на майка си. Учи философия, теология и медицина в университетите в Рим, Падуа и Болоня, където получава докторска степен в началото на 1660-те години. В дисертацията си от 1664 г. потвърждава резултатите, формулирани през 1628 г. от Уилям Харви от теорията за кръвообращението.

## Издигане във властта
След завръщането си в Константинопол преподава във Великата народна школа и е личен лекар на няколко забележителни османски семейства. През 1689 г., под името Александър Магнус, той е приет в Академията на науките Леополдина.
През 1673 г. султан Мехмед IV го назначава за велик драгоман, втори в историята на империята. През същата година е назначен за велик логотет, посредник между Вселенската патриаршия и Дивана на Османската империя. Благодарение на това се сдобива със силно влияние върху външната политика на Османската империя и в частност получава правото фамилията Маврокордато да управлява под формата на апанаж Влахия и/или Молдова.
През 1683 г. обаче изпада в немилост заради неуспешната за османците втора обсада на Виена, конфискувано е имуществото му и той, майка му и съпругата му са хвърлени в затвора за една година. През 1685 г. е възстановен на поста си от новия велик везир и му е върнато имуществото.
По време на Голямата турска война води преговори с представителите на Хабсбургската монархия. Изготвя проекта на Карловицкия договор (1699), за което получава титлата граф на Свещената Римска империя.
Политическата и дипломатическата му дейност се радват на голям престиж по време на управлението на султан Мустафа II и неговия велик везир Хюсеин паша Кьопрюлю и на Рами Мехмед паша.
През 1703 г., след като султан Ахмед III идва на власт, Александрос Маврокордатос губи влиянието си и поста на велик драгоман, т.е. заместник външен министър. Заменен е като такъв от друг фанариот – Панайотис Никусиос.
Маврокордатос е автор на няколко исторически, граматически и други трактати.

## Семейство
Александрос Маврокордатос е женен от 1670 г. за Султана, от която има три деца:
- Николаос Маврокордатос, княз на Молдова и Влашко;
- Скарлатос Маврокордатос;
- Йоанис I Маврокордатос, княз на Молдова и Влашко.